# Katedrála svatého Jakuba (Šibenik)
Katedrála svatého Jakuba v Šibeniku (chorvatsky Katedrala svetog Jakova u Šibeniku) je katedrála římskokatolické církve a sídlo šibenického biskupa v chorvatském Šibeniku. Katedrála je od roku 2000 zařazena na seznam světového dědictví UNESCO.

## Historie

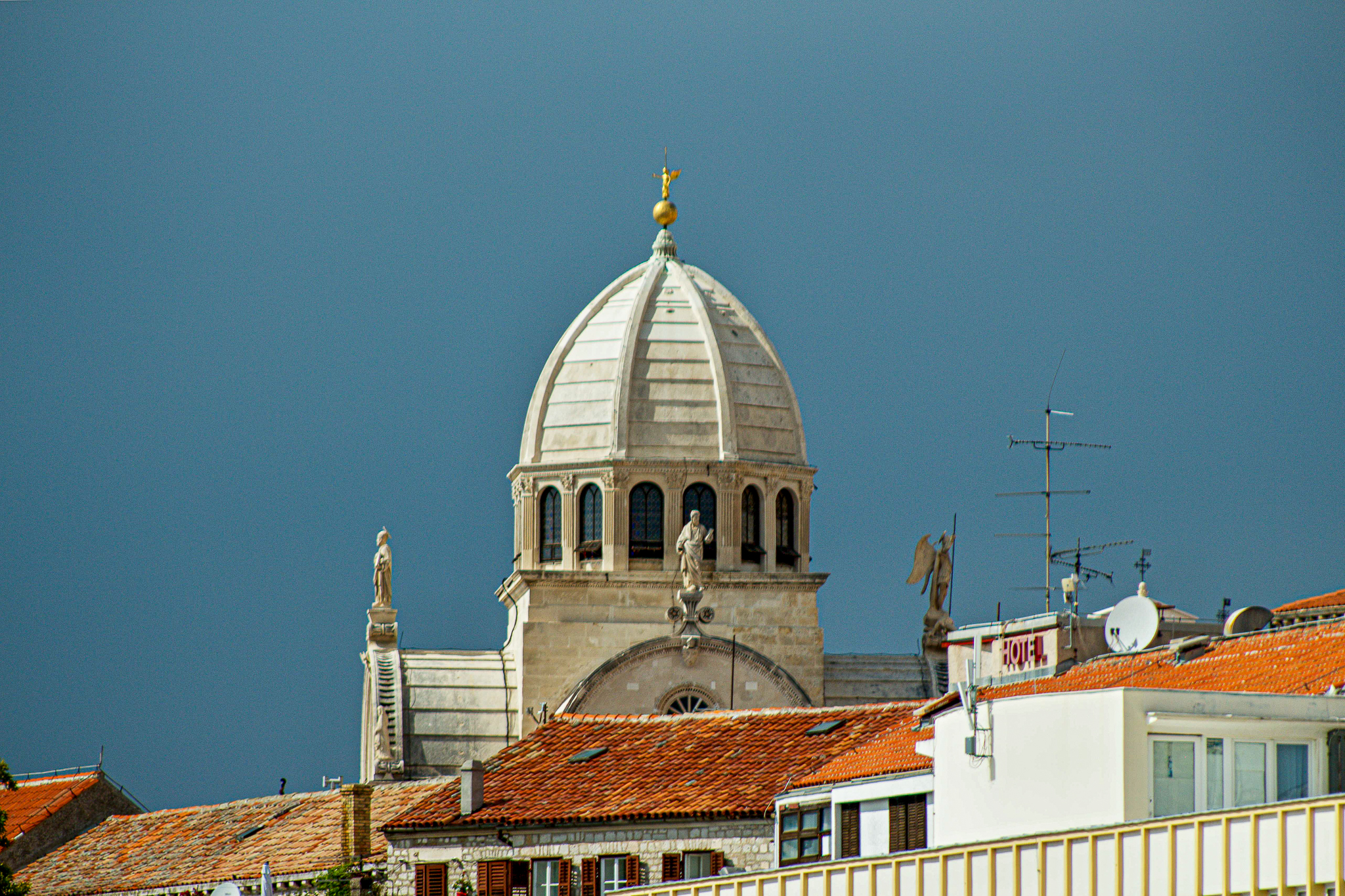
Kupole katedrály

Na místě dnešní katedrály stával románský kostel zasvěcený sv. Jakubovi Většímu. První myšlenka na stavbu nové velké katedrály vznikla v roce 1298, kdy byla vytvořena šibenická diecéze a město bylo povýšeno na metropoli. Rozhodnutí o výstavbě katedrály bylo přijato v roce 1402, ale samotná stavba začala až v roce 1431. Na výstavbě se podíleli benátští mistři Francesco di Giacomo, Lorenzo Pincino a Pier Paolo Bussato spolu s místními kováři Andrijou Budčićem a Grubišem Šlafčićem. Podélné zdi, průčelí a dva portály (na průčelí a na severní straně) vznikly ve stylu benátské gotiky.
V roce 1441 svěřila Velká městská rada dílo Jiřímu Dalmatskému (Giorgio Orsini), kterého lze považovat za skutečného architekta katedrály. Rozšířil chrám vytvořením bočních lodí a polygonálních apsid, postavil křtitelnici, položil základy kopule a také vyřezal různé sochy, včetně 74 malých lidských hlav říms. Styl Jiřího Dalmatského je typickým příkladem jadranské renesance, která se vyznačuje harmonickým splynutím formálních prvků vycházejících z květové gotiky, vložených do renesanční stavby.
V roce 1475, po smrti Jiřího Dalmaty, v pracích pokračoval toskánský mistr Niccolò di Giovanni Fiorentino, který pokračoval v renesančním stylu a dokončil horní části budovy: kupoli, střechu a horní část průčelí. Vytvořil také venkovní sochy sv. Michala, sv. Jakuba a sv. Marka. Uvnitř chrámu vybudoval triforium, pracoval na presbytáři a hlavním oltáři. Po Fiorentinově smrti v roce 1505 se dalších prací ujali Benátčané Bartolomeo a Giacomo z Mestre a Mastro Mestičević ze Zadaru, kteří stavbu v roce 1536 dokončili. Oficiálně byla katedrála vysvěcena v roce 1555.

## 20. století - současnost
Kopule a kostel byly vážně poškozeny srbskými silami podporovanými Jugoslávskou lidovou armádou během bombardování ze září 1991. V následujících letech však byl kostel opraven a viditelná poškození byla odstraněna.
Na začátku roku 2008 katedrálu poničili srbští nacionalisté, kteří budovu posprejovali symboly srbského kříže. 

## Fotogalerie

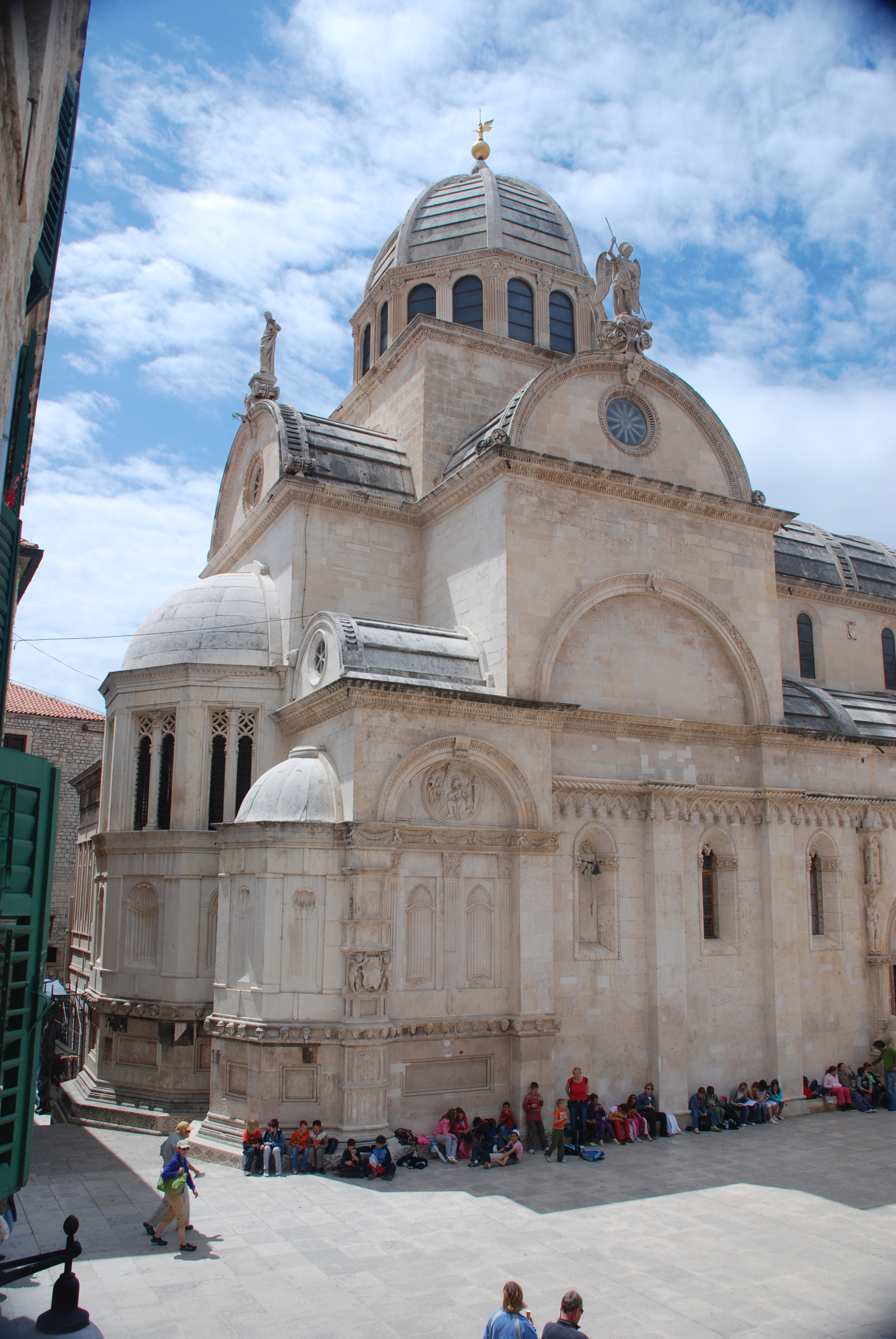
Apsida s kupolí
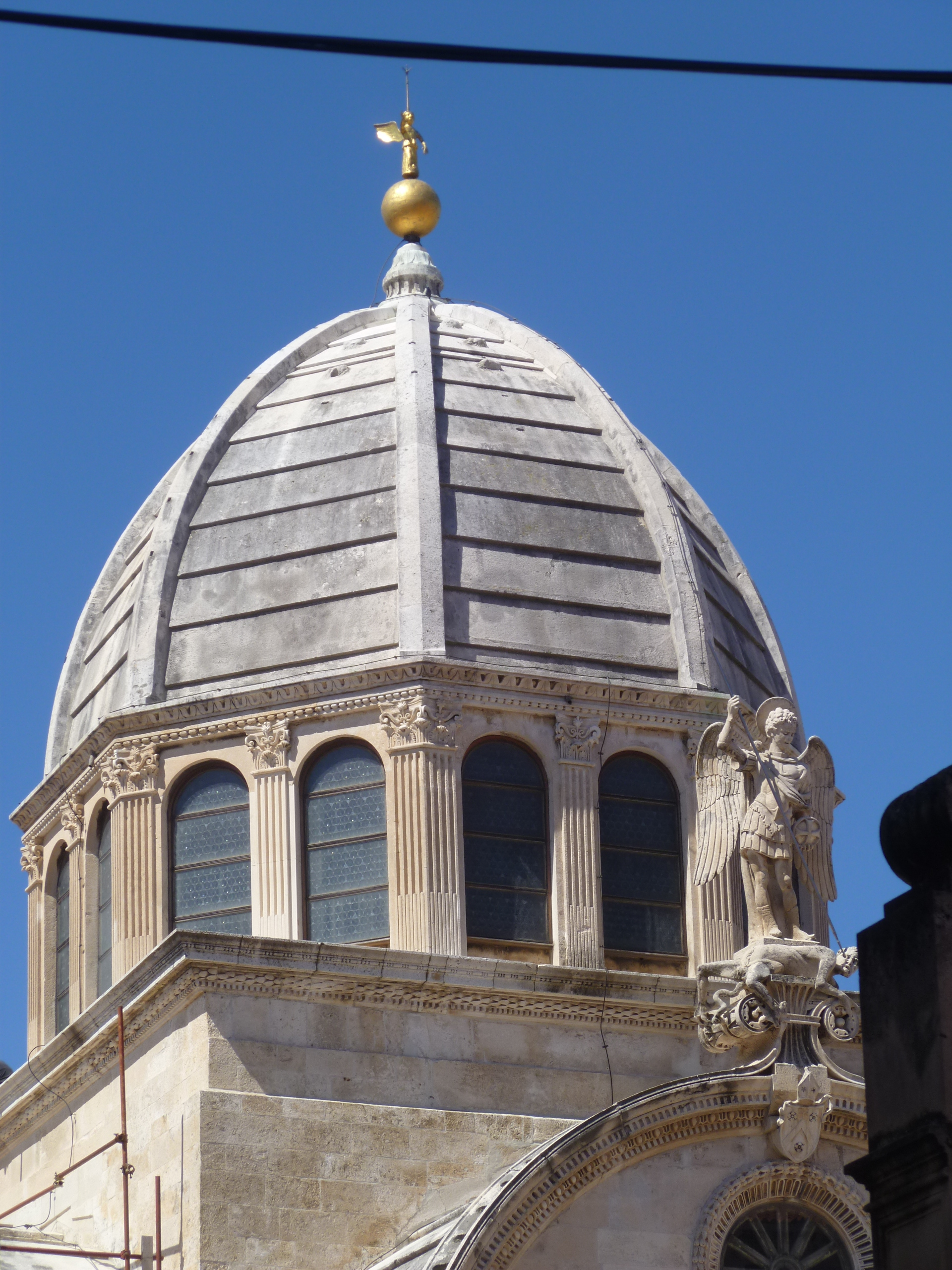
Kopule a sochy
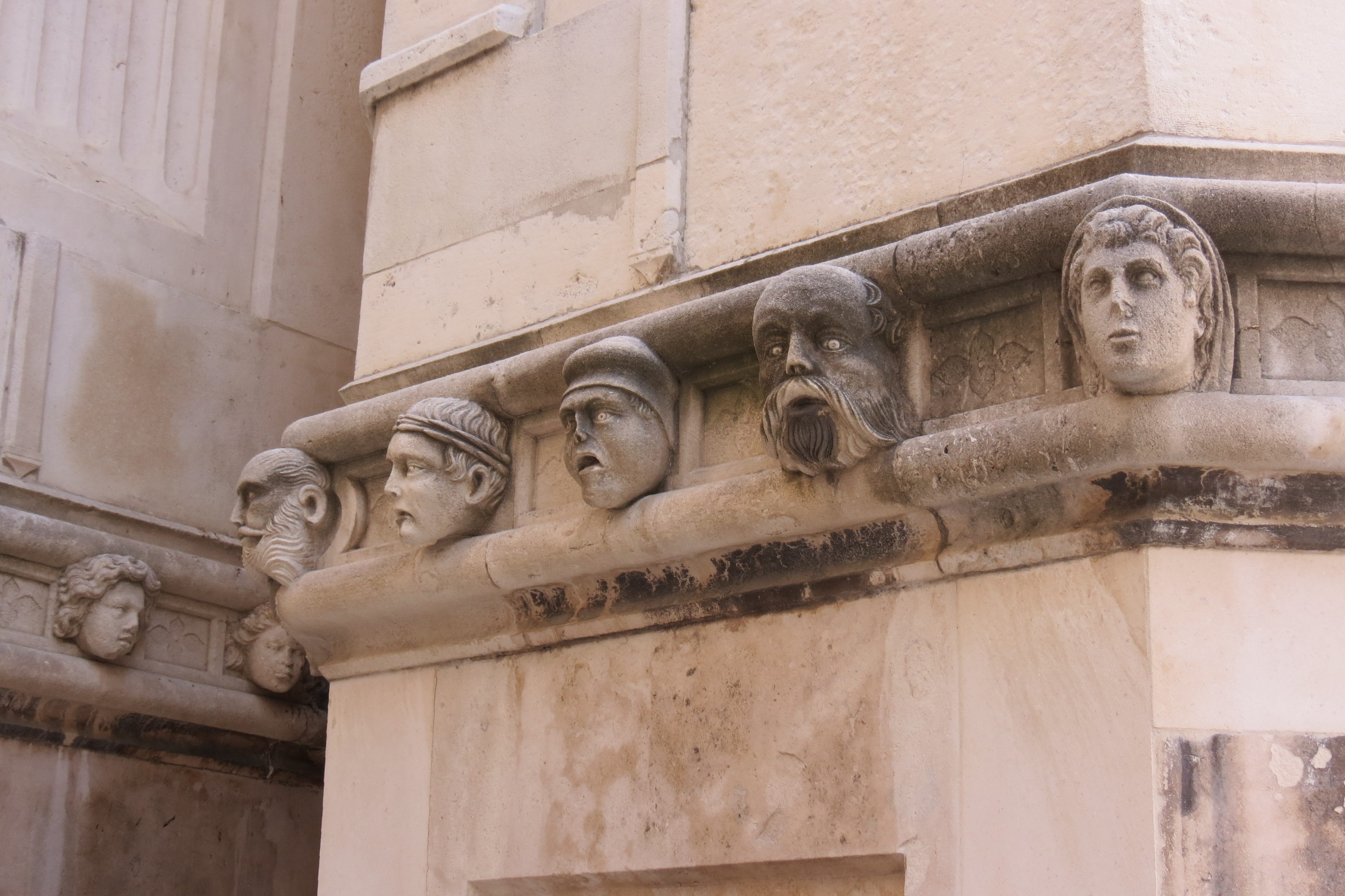
Rám apsidy
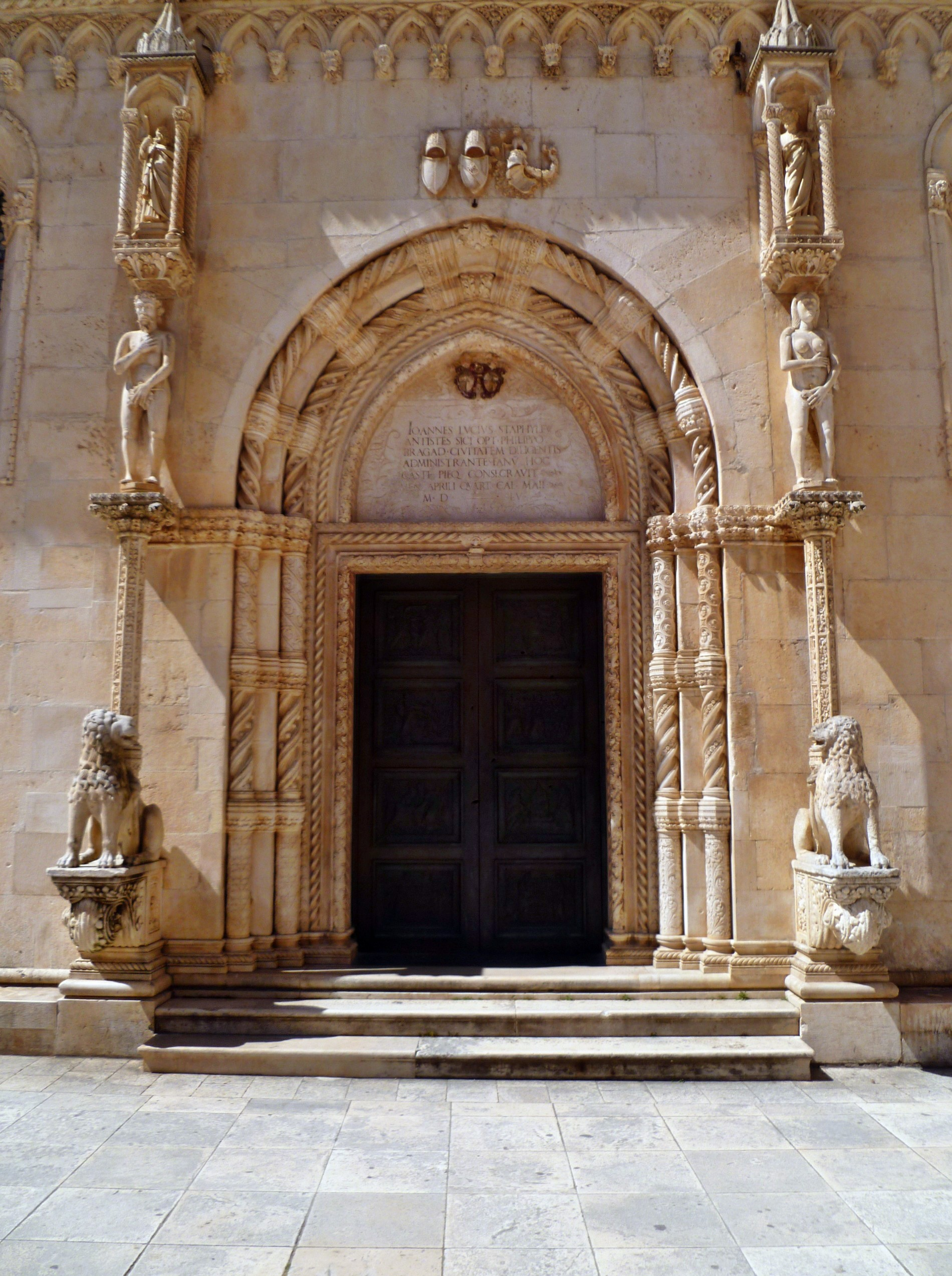
Severní portál
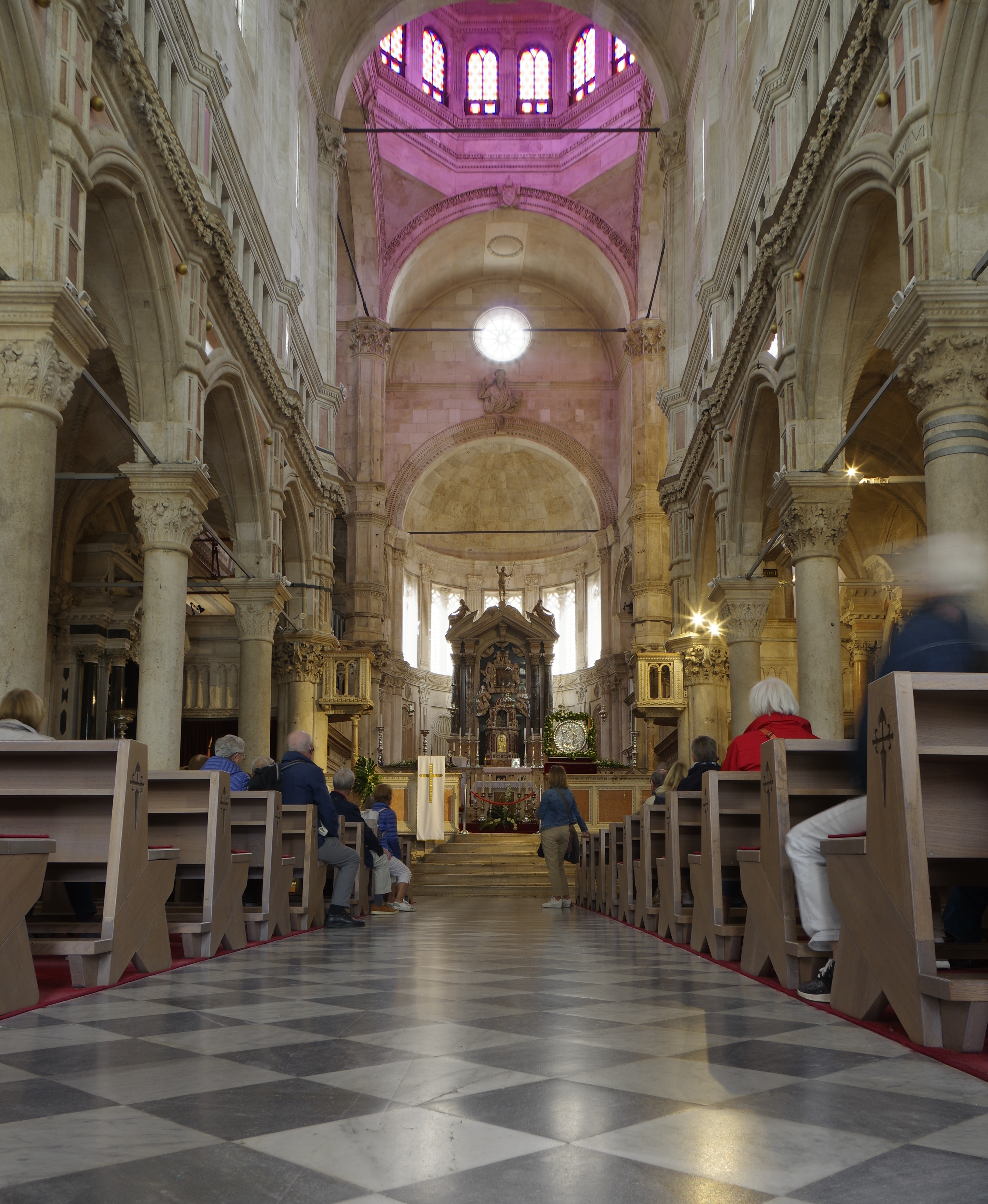
Interiér
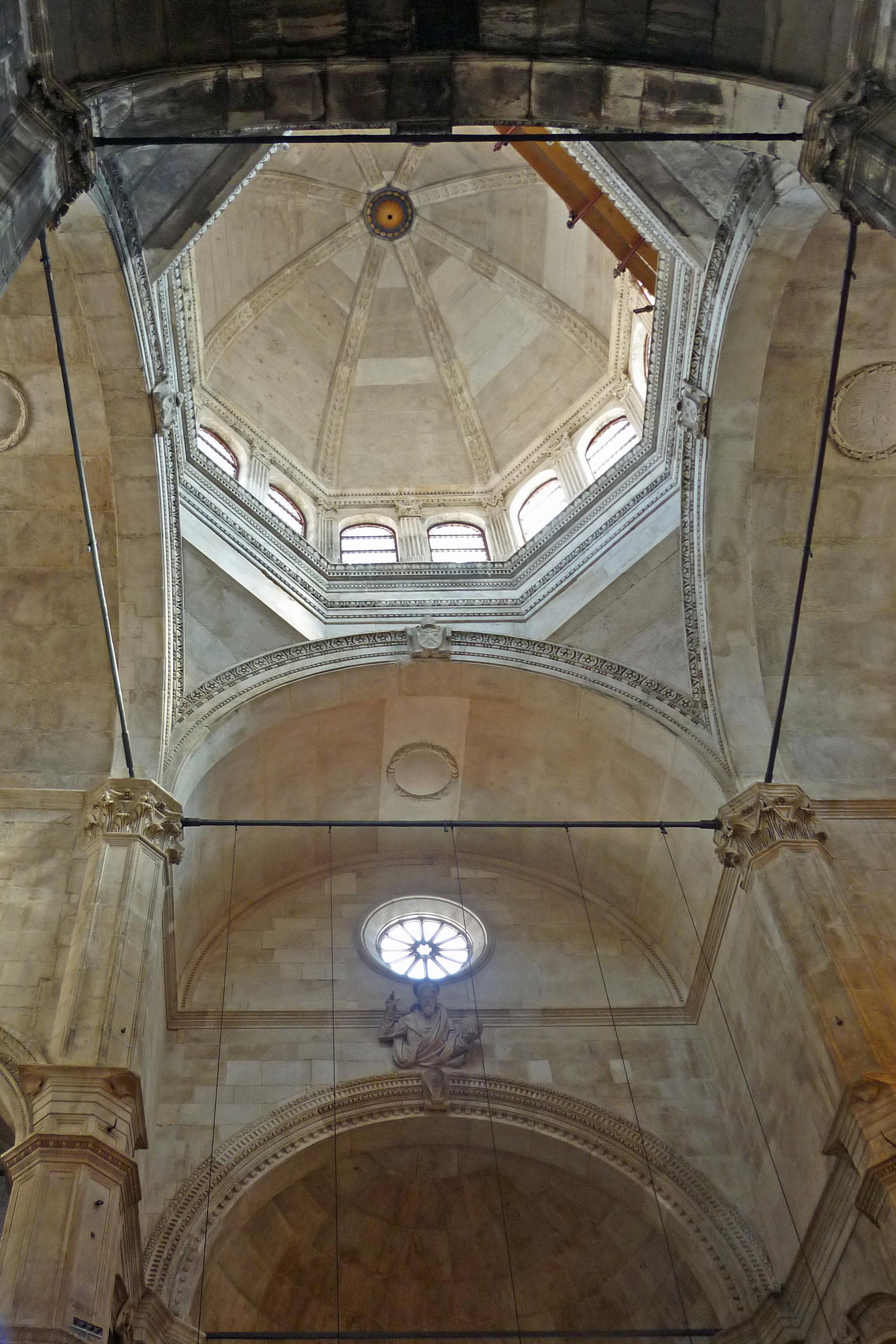
Interiér kupole
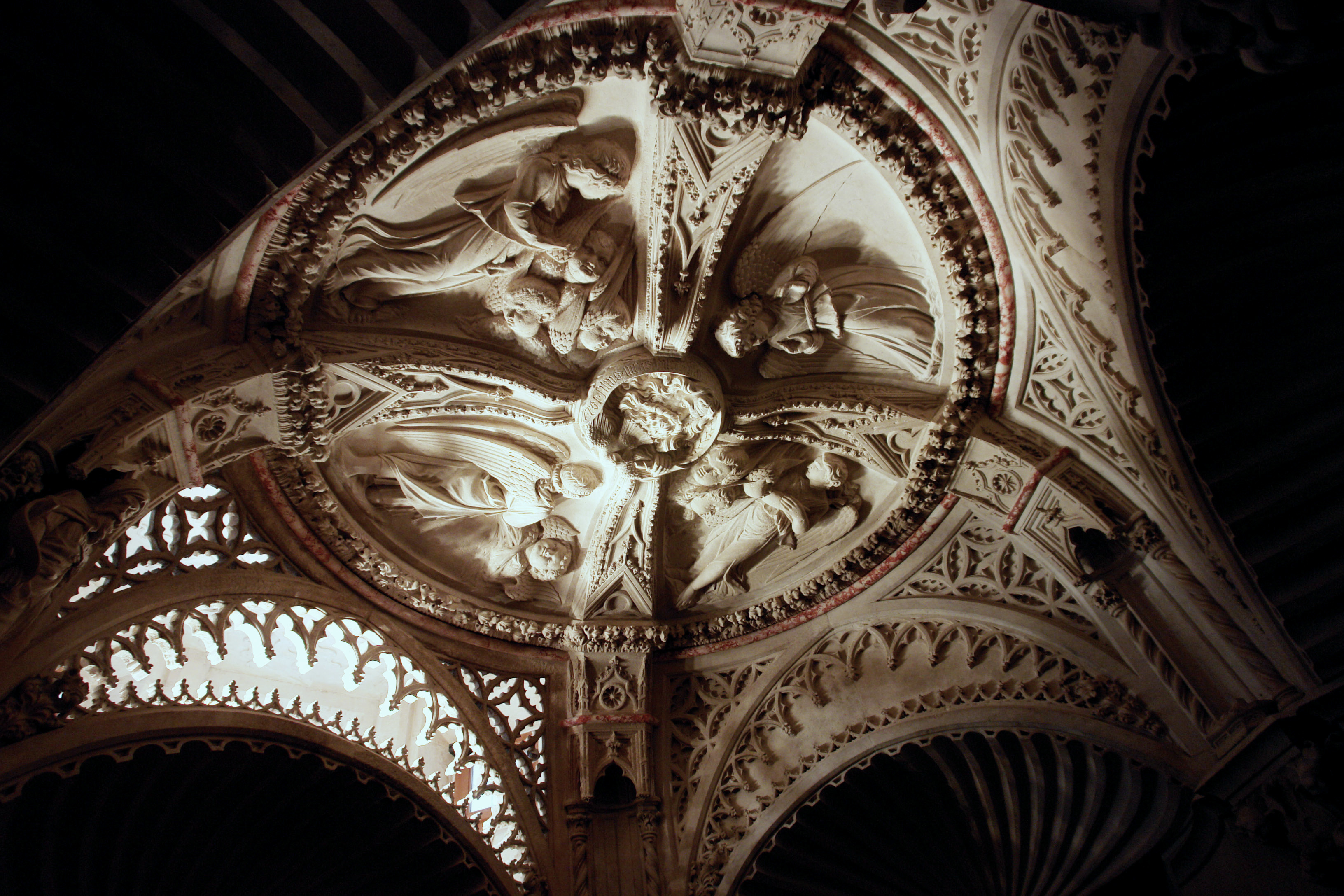
Klenba baptisteria